# 元帥府
元帥府，旧指明治维新时期的日本军部，成立于1898年(明治三十一年)1月，大多由元帅组成，是天皇对军事政治问题的最高顾问机关，以及最高决策单位。